# Jeanne-Geneviève Garnerin

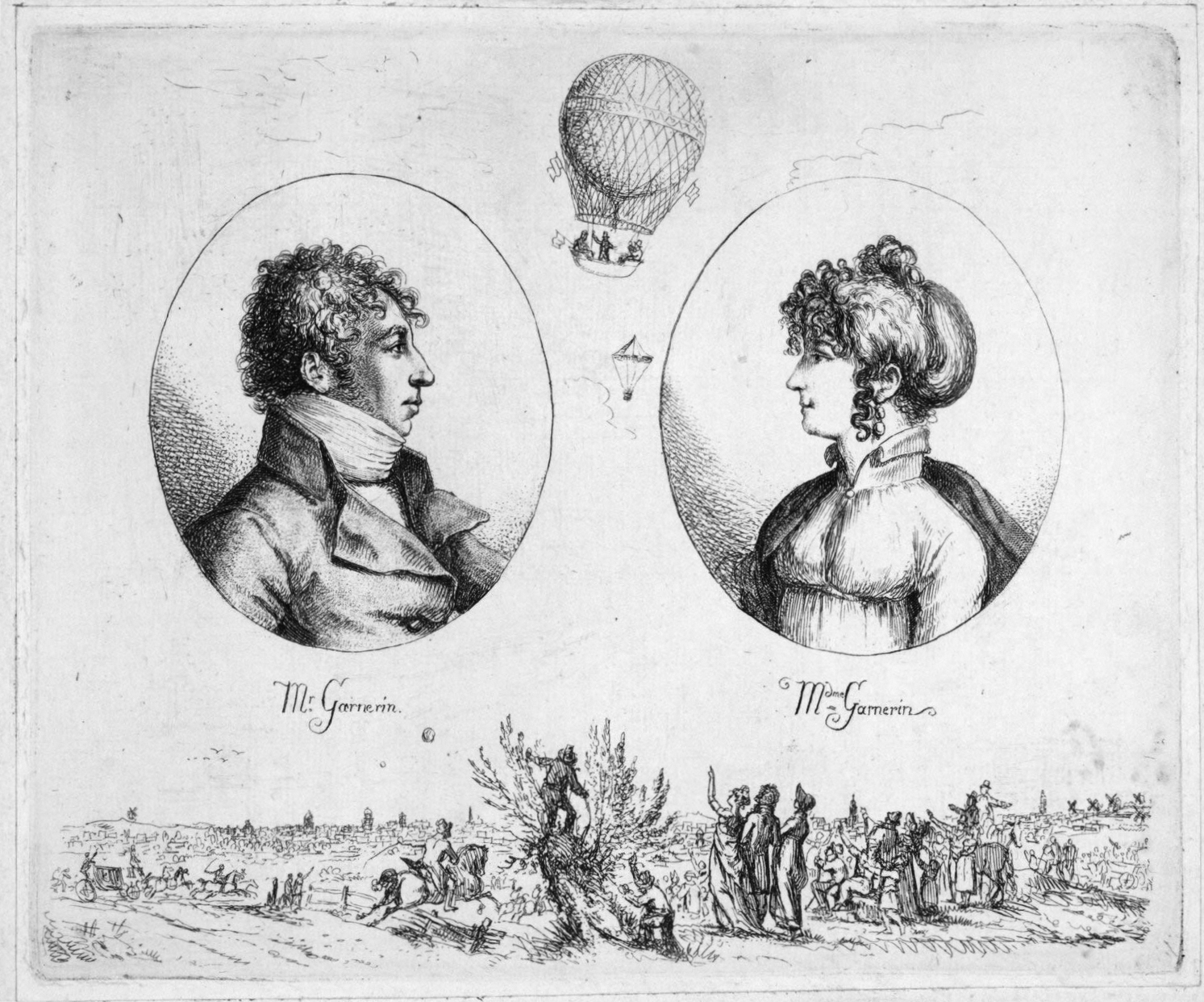
Jeanne Labrosse och André-Jacques Garnerin (Christoph Haller von Hallerstein, c. 1803)

Jeanne-Geneviève Garnerin, född Labrosse 1775, död 1847, var en fransk pionjär inom fallskärmshoppning och ballongflygning med montgolfière. Hon var gift med ballongflygaren André-Jacques Garnerin.  Hon har felaktigt beskrivits som den första kvinna som flugit med en luftballong - den första kvinnan var i själva verket Élisabeth Thible 1784 - men Jeanne Labrosse blev den första kvinna som själv blev pilot, och även den första att hoppa fallskärm. 

## Biografi
Labrosse bevittnade år 1797 André-Jacques Garnerins första ballongflygning, och blev efter detta hans elev, maka och kollega. Hon blev den första kvinnan att vara pilot på en varmluftsballong när hon 10 november 1798 steg upp med en ballong tillsammans med en fröken Henry från England. Uppvisningen ägde rum i Paris. 
Den 12 oktober 1799 hoppade hon från 900 meters höjd från en luftballong med en fallskärm konstruerad av hennes man. Hon blev därmed första kvinna att hoppa med fallskärm. Hon uppträdde på många ställen i Frankrike och Europa. Efter freden i Amiens 1802 uppträdde hon även med maken i England.
Hon var ingift faster till Élisa Garnerin.

## Relaterat
- Elsa Andersson - första svenska kvinnliga fallskärmshoppare och första svenska kvinna med flygcertifikat